# 알아크사 모스크

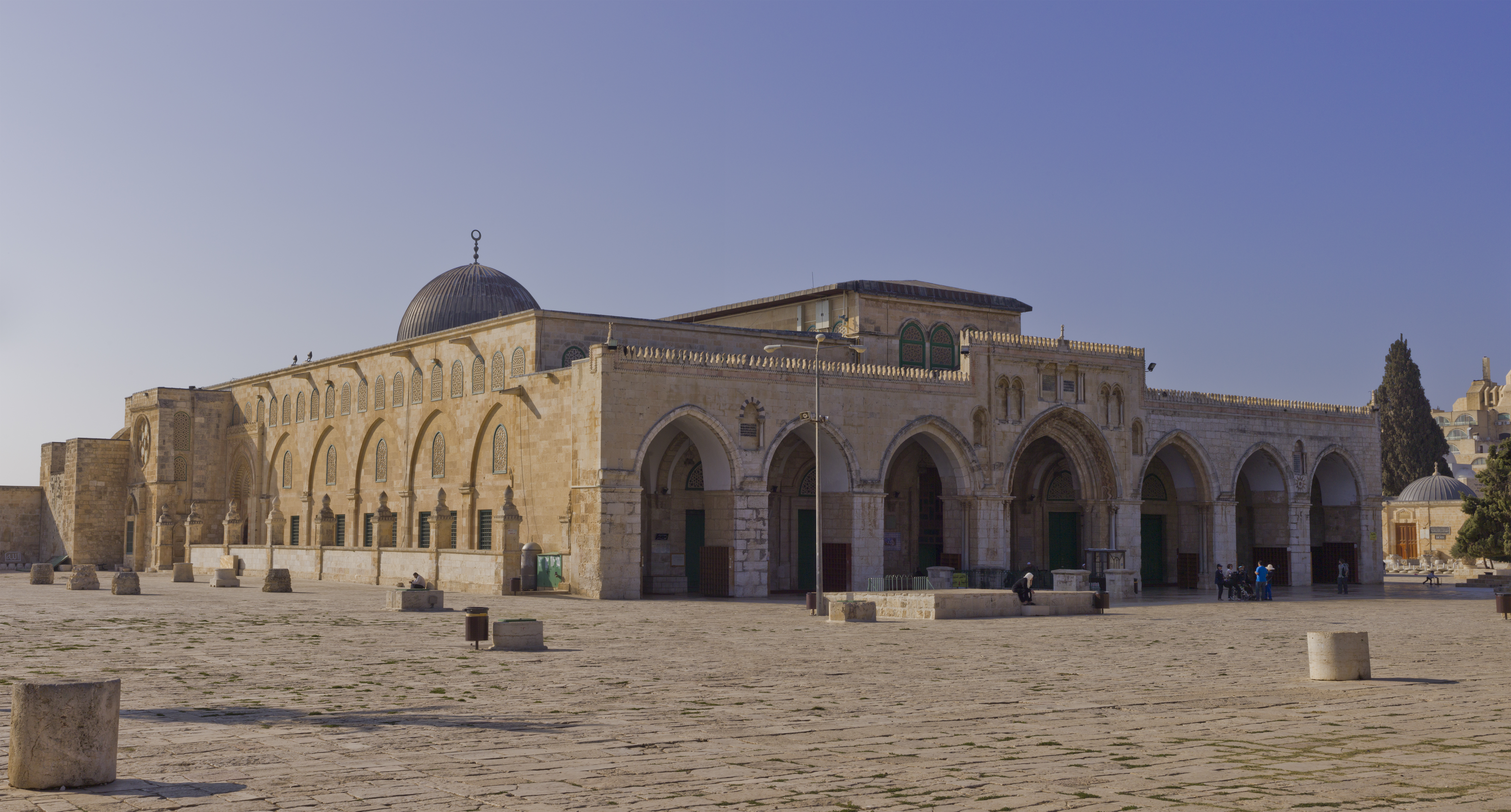
알아크사 모스크

알아크사 모스크(아랍어: المسجد الأقصى; 히브리어: מסגד אל-אקצא; Al-Aqsa Mosque)는 성전산 남쪽에 위치한 은색 둥근 지붕의 이슬람교 사원이다. 메디나, 메카와 더불어 이슬람교 3대 성지의 하나로 8세기 압델 말릭과 그의 아들에 의해 건설되었으며, 십자군 시대에는 십자군의 왕궁으로 사용되기도 했다. 엘 악사 사원은 원래 비잔틴 시대의 교회를 모스크로 만든 것인데, 그 후 지진 등으로 훼손되어 수차례 수리되었으며, 현재의 건물은 1066년에 준공되었다. 사원 내부는 7개의 홀로 되어 있고 스테인글래스와 타일로 아름답게 꾸며져 있다.

## 같이 보기
- 바위의 돔